# Pere Nunyes

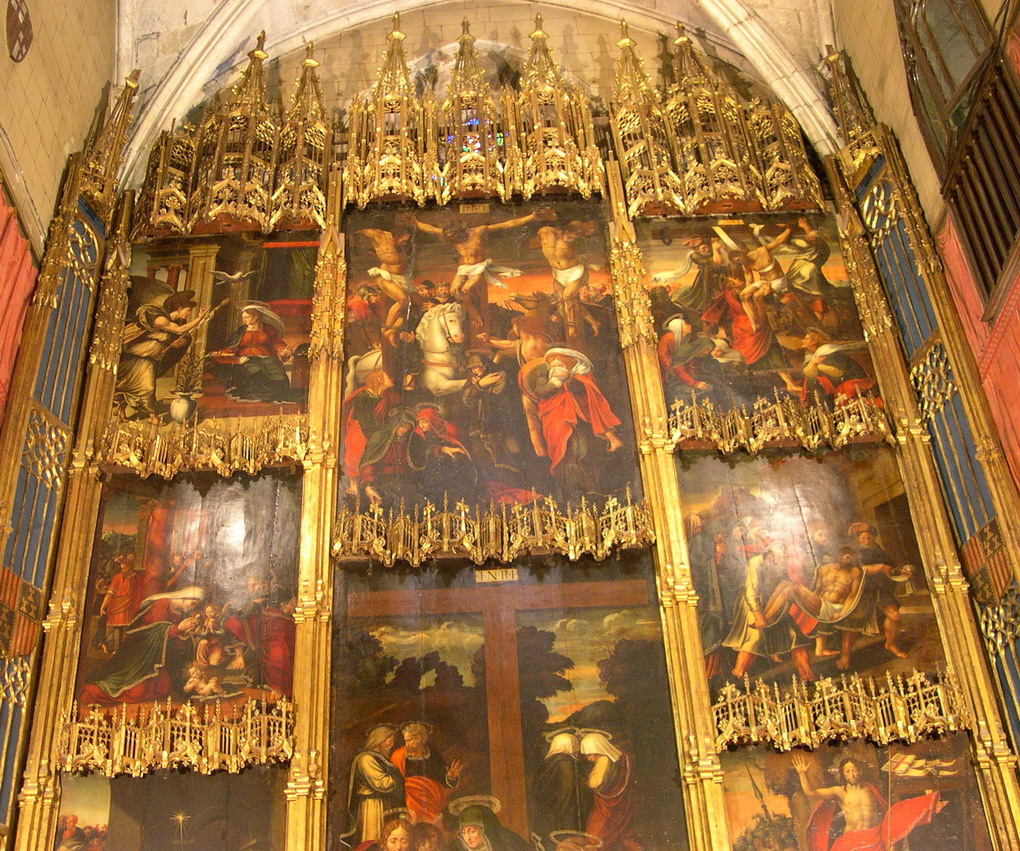
Retaule de la Passió de l'església dels sants Just i Pastor de Barcelona, del pintor Pere Nunyes i l'ebenista Joan de Brussel·les.

Pere Nunyes (Portugal, segle XV - Barcelona, després de 1554 / Castelló d'Empúries, 1557 o poc després), nascut Pedro Nunhes, va ser un pintor portuguès actiu a Catalunya i establert a Barcelona entre el 1508 i 1554. Se'l considera com el continuador de Joan de Borgonya a l’escola pictòrica renaixentista de Barcelona. Incorporà influències del manierisme de l'escola flamenca d'Anvers, i del renaixement italià.

## Context artístic
Nunyes fou un més entre els molts artistes forans que anaren a Catalunya a exercir la seva professió, ja que era un lloc ric en encàrrecs. Escultors com el burgalès Bartolomé Ordoñez i el basc Martín Díez de Liatzasolo, o francesos com Joan Petit Monet i Joan de Tours; pintors com ara el valencià Joan Cardona, l'andalús Juan de la Fuente, o l'alemany, neerlandès o flamenc Aine Bru, l'alemany Joan de Borgonya, d'Estrasburg, els italians Nicolau de Credença i Jaume Nasaro de Nàpols, el grec Pere Serafí o el també portuguès Enric Fernandes, són alguns dels personatges actius a Barcelona, i amb qui Pere Nunyes buscarà establir-hi relació i cooperació.
Les arts catalanes dels segles xvi i xvii -com també arreu d'Europa- manifesten uns processos de canvi explicables sobretot per la importació i la progressiva assimilació de models renaixentistes d'origen italià. El procés d'assimilació del model es produeix de manera desigual i particular a cada territori. A Catalunya, les formes gòtiques predominaven en el paisatge, malgrat la difusió de gravats que difonien per tot Europa les obres d'autors com Rafael o Miquel Àngel, proporcionant llavors fonts d'inspiració. L'obra artística més sol·licitada del moment será l'art del retaule: hospitals, parròquies, esglésies conventuals i centres monacals esdevindran els principals clients dels artistes.

## Vida i obra
No se sap res de la vida del pintor abans de l'arribada a Barcelona. La presència d'estrangers i la mobilitat dels artistes són consubstancials en l'art espanyol dels segles XV i XVI. Potser Nunyes fugia de la forta competència dels molts pintors que treballaven a Portugal i arribà a Barcelona en busca de més oportunitats laborals. Hi ha qui diu que Pere Nunyes podria ser el "criat portuguès" de Miquel Àngel que Francisco de Holanda cita en la seva biografia de l'artista italià. Segons aquesta teoria, hauria arribat a Barcelona després d'estar a Itàlia, però sembla improbable: l'obra conservada de Nunyes no demostra haver assimilat la cultura artística romana. Treballa amb esquemes tradicionals flamencs, dinamitzats pel repertori gràfic de les estampes d'obres italianes que donen a les pintures, com diu Camón Aznar, uns certs "aires rafaelescos" i "postures rafaelesques". Tanmateix, Nunyes és el primer pintor que incorpora el rafaelisme a Catalunya.
Era habitual en la Corona d'Aragó, i en particular a Barcelona, formar societats entre pintors o escultors: era una via de treball per a intentar obtenir el major nombre d'encàrrecs, sense deixar forat a la competència. Només d'arribar a Barcelona, Nunyes col·labora amb Joan de Borgonya, l'artista més sol·licitat llavors a la ciutat. Quan aquest mor en 1525, n'hereta tots els encàrrecs i treballs pendents i n'esdevé el continuador. Entre aquestes primeres feines heratades, hi ha la finalització del retaule de Santa Maria del Pi, avui desaparegut.
També va col·laborar amb altres companys del gremi. En una data primerenca, buscà d'establir relacions amb el pintor napolità Nicolau de Credença, establert a Barcelona ja des del final del segle xv; més endavant ho farà amb Pere Serafí. Amb qui farà una veritable societat de pintors, durant més de deu anys, serà amb el seu compatriota Enric Fernandes. En els retaules, també treballà amb els escultors Joan de Tours i Díez de Liatzasolo.
De la societat Nunyes–Fernandes sortiren els retaules major de Santa Maria del Pi (un dels conjunts més ambiciosos de l'època), el de Sant Genís de Vilassar de Dalt i el major de l'església de Sant Jaume de Barcelona (un dels treballs més ben pagats que van emprendre, però també desaparegut). Per la documentació conservada, pel gran nombre d'obres atribuïdes i el seu predomini en l'ambient artístic del moment, es pot dir que Nunyes era millor pintor que Fernandes, qui era més aviat un ajudant.
Pere Nunyes, amb els seus socis, esdevé el gran dominador del panorama artístic barceloní de la primera meitat del segle xvi. La totalitat de la seva obra és religiosa; només en algunes obres incorpora algun tema històric, com el trasllat de les relíquies de Sant Sever des del Monestir de Sant Cugat del Vallès fins a la Catedral de Barcelona.
A mesura que s'anava guanyant el respecte i prestigi dels clients, Nunyes aconsegueix bona part dels encàrrecs, tal com havia fet Joan de Borgonya a la seva època. Tots dos feien una pintura "a la romana" però encara de base flamenca.

## Llista d'obres de Pere Nunyes
| Obra                                  | Data      | Nom                                                                              | Tècnica, mides i notes | Localització |
| ------------------------------------- | --------- | -------------------------------------------------------------------------------- | --- | --- |
|                                       | 1513      | Vitrall dels Quatre Evangelistes                                                 | Disseny, obra destruïda per una bomba l'any 1937. Se'n conserva una fotografia d'arxiu.                                               | Catedral de Barcelona. Tribuna, costat sud de la nau on avui hi ha la vidriera de la Verge del Buste i Sant Gregori |
|                                       | 1522      | Retaule de Santa Anna i Sant Joaquim                                             | En col·laboracó amb Pere Homdedéu Desaparegut                                                                                         | Seu Vella Lleida |
|                                       | 1525 ca.  | Retaule major de Santa Maria del Pi                                              | Començat per Joan de Borgonya, fet per Nunyes i Enric (Henrique) Fernandes Desaparegut                                                | Santa Maria del Pi Barcelona                                                                                        |
| Retaule de Sant Eloi · Retaule tancat | 1526 ca.  | Portes del retaule de Sant Eloi dels Argenters                                   | Tremp sobre fusta 493 x 280 cm També se'n conserven les pintures exteriors de les portes                                              | Museu Nacional d'Art de Catalunya Barcelona                                                                         |
|                                       | 1527 ca.  | Retaule de Sant Genís                                                            | Tremp sobre fusta | Església de Sant Genís Vilassar de Dalt                                                                             |
| Retaule de la Passió                  | 1528-1530 | Retaule de la Passió o de la Santa Creu                                          | Tremp sobre fusta Talla en fusta de Joan de Brussel·les                                                                               | Església dels Sants Just i Pastor. Capella de Sant Fèlix Barcelona                                                  |
| Retaules del Miracle                  | 1530 ca.  | Retaule de la capella del Santíssim (El Miracle)                                 | Tremp sobre fusta 430 x 350 cm 16 dels 18 compartiments són de Nunyes                                                                 | Església del Miracle Riner (Solsonès)                                                                               |
|                                       | 1527-1533 | Retaule major                                                                    | Tremp sobre fusta | Església de Santa Maria i Sant Martí Capella (Ribagorça)                                                            |
| Taula del retaule de Sant Sever       | 1540-1541 | Retaule de l'Hospital de Clergues de Sant Sever                                  | Tremp sobre fusta 430 x 350 cm 16 dels 18 compartiments són de Nunyes                                                                 | Museu Diocesà de Barcelona Barcelona                                                                                |
|                                       | 1542 ca.  | Retaule major                                                                    | Desaparegut En col·laboració amb Enric (Henrique) Fernandes                                                                           | Església de Sant Jaume Barcelona                                                                                    |
|                                       |           | Taula de l'arribada dels apòstols, d'un retaule de la Dormició de la Mare de Déu | | Sant Nicolau de Bellpuig Bellpuig                                                                                   |
| Mare de Déu del Remei                 |           | Mare de Déu del Remei                                                            | Atribuït a Nunyes a partir de 2014, quan fou restaurat i exposat a La Llum de les Imatges; abans s'atribuïa al cercle de Vicent Macip | Església de Sant Bartomeu Benicarló                                                                                 |